# Георги Вълов
Георги Вълов е български волейболист, посрещач. Играе за националния отбор на България в продължение на 5 години.
Участва във финалите на световна лига в Испания през 2003 и 2004 години. Световен първенец на военните игри в Канада от 2004 г. Играл е в отбори като Ботев (Луковит), Фенербахче, ЗираатБанк, Арчелик — Турция; Нова — Русия; Джоя Дел Коле — Италия; ЦСКА – София; Аих-доб /Австрия/
Висок е 200 см, 92 кг, отскок със засилка – 345 см, за блок – 335 см.
През последната си година в отбора на ЦСКА взема участие в Шампионската лига, достига до финал и печели купата на България.
През сезон 2010-11 състезатели подписва контракт с австрийския първенец Aich-Dob Posoinica и участва във вътрешно европейската лига MEVZA, заедно с друг бивш национален състезател Петър Кирчев.